# Gåstjärnarna (Åre socken, Jämtland, 705738-133573)
Gåstjärnarna är en sjö i Åre kommun i Jämtland och ingår i Indalsälvens huvudavrinningsområde.